# Siloam Springs (Arkansas)
Siloam Springs – miasto w Stanach Zjednoczonych, w stanie Arkansas, w hrabstwie Benton.